# هومر وی. ام. میلر
هومر وی.ام. میلر (به انگلیسی: Homer V. M. Miller) سناتور سابق عضو حزب دموکرات ایالات متحده آمریکا بود. وی در سال ۱۸۶۹ تا ۱۸۷۱ میلادی سناتور ایالت جورجیا در سنای ایالات متحده آمریکا بود.